# Ataque de Nahal Oz
O ataque de Nahal Oz foi um ataque ao kibutz de Nahal Oz e à base militar adjacente perto do norte da Faixa de Gaza na manhã de 7 de outubro de 2023, como parte de um ataque liderado pelo Hamas contra Israel em 2023. No ataque, mais de 60 soldados israelenses e quinze civis foram mortos. Alguns soldados e oito civis foram sequestrados e levados para a Faixa de Gaza. As Forças de Defesa de Israel alegam que vários cadáveres também foram levados para a Faixa de Gaza após serem mortos na base ou no kibutz.

## Antecedentes
Nahal Oz é um kibutz situado no sul de Israel, na parte noroeste do deserto de Negev, perto da fronteira com Gaza. Em 2021, tinha uma população de 471 residentes. Fundado em 1951, foi o primeiro assentamento Nahal no país. Em 1953, a cidade se tornou uma comunidade civil. Um evento significativo em sua história ocorreu em 1956, quando o oficial de segurança do kibutz, Ro'i Rothberg, foi morto por infiltrados de Gaza. Seu funeral contou com um poderoso elogio feito por Moshe Dayan, Chefe do Gabinete que enfatizou os desafios enfrentados por Israel e a constante ameaça de seus vizinhos.
Após a Guerra do Líbano de 2006, um elogio feito pelo romancista David Grossman para seu filho gerou comparações com o elogio anterior de Dayan. Em 2014, um jovem residente, Daniel Tregerman, foi morto por fogo de morteiro proveniente de Gaza.
Perto do kibutz ficava o posto militar Nahal Oz das Forças de Defesa de Israel, localizado a 850 metros da fronteira com Gaza. Na época, abrigava tropas do 13º Batalhão da Brigada Golani, duas equipes de tanques da 7ª Brigada Blindada, um pelotão de coleta de inteligência da Unidade 414 do Corpo de Coleta de Inteligência de Combate e pessoal de apoio adicional. Apesar de sua localização próxima à fronteira de Gaza, ele não foi projetado para defesa contra ataques terrestres. Em 2025, o Chefe do Estado-Maior das IDF, Herzi Halevi, comentou mais tarde que sabia há anos que a base estava posicionada numa área problemática, mas que não foi movida por razões orçamentárias.

## Ataque

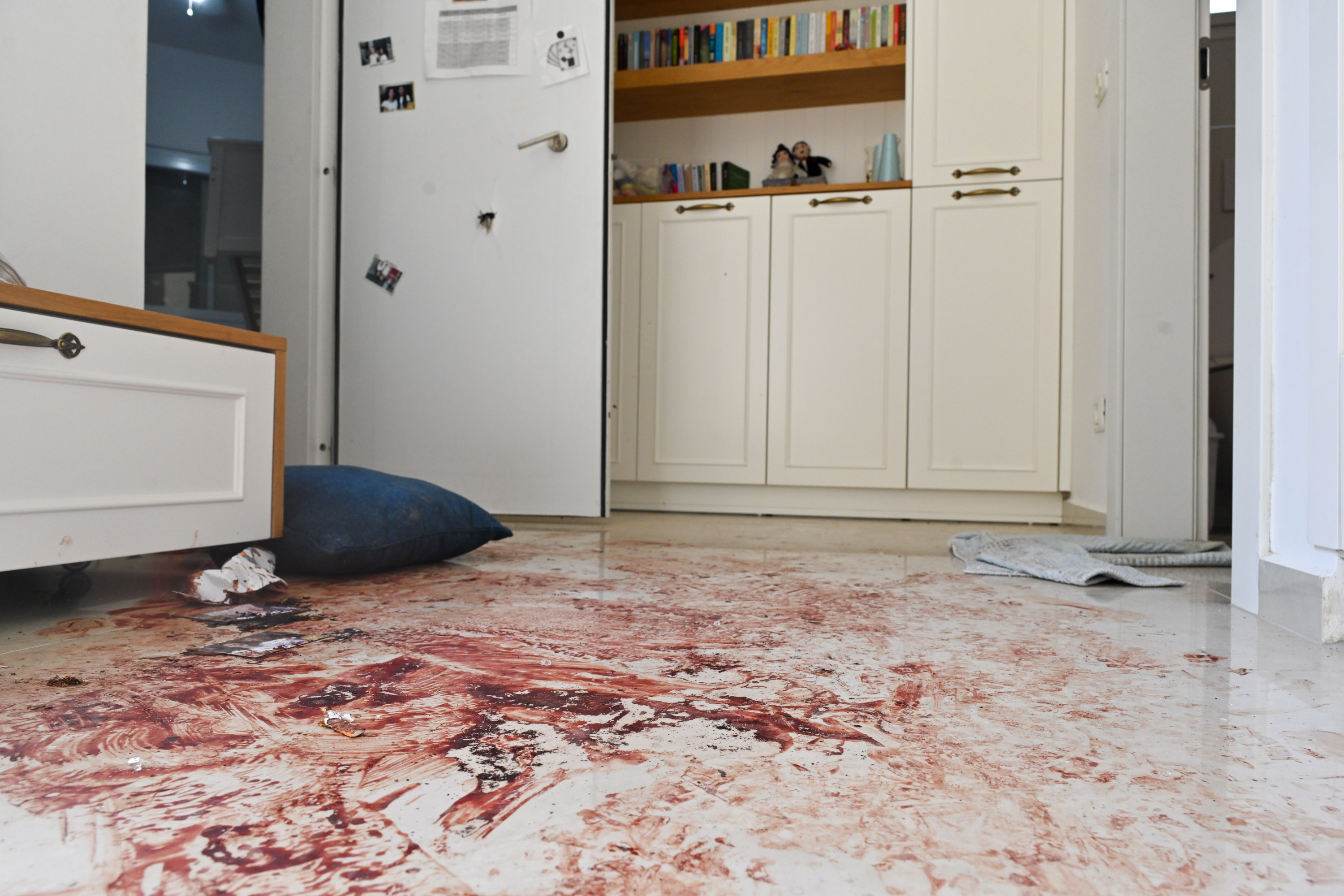
Interior de uma casa após a ofensiva do Hamas e da Jihad Islâmica

Na base de Nahal Oz, as Brigadas Al-Qassam do Hamas foram acompanhadas pelas Saraya Al-Quds da Jihad Islâmica Palestina, um grupo mais extremista, que alegadamente tem laços mais estreitos com o Irã. No momento do ataque, apenas um soldado estava posicionado na entrada do posto avançado, que estava operando com capacidade reduzida devido a Simchat Torá. Apenas 81 dos 162 soldados no posto avançado foram treinados para combate, enquanto outros nove estavam armados, mas não treinados. De acordo com o Canal 12, as autoridades israelitas foram avisadas sobre actividades invulgares do Hamas na área horas antes do ataque, mas rejeitaram a ameaça representada.
Em 7 de outubro de 2023, às 631 da manhã, soldados israelenses de vigilância de campo avistaram dois esquadrões do Hamas plantando explosivos na barreira Gaza-Israel durante uma patrulha. As bombas foram detonadas em duas áreas de uma cerca de arame farpado recém-construída. Dois soldados do 13º Batalhão da Brigada Golani correram para dar apoio. Entre as 6h38 e 6h41, duas brechas foram criadas na barreira Gaza-Israel perto da base, e dezenas de militantes em motocicletas, caminhonetes e a pé invadiram Israel. Os militantes chegaram ao muro do perímetro da base às 6h45, enquanto os soldados Golani, que estavam mal equipados, começaram a se posicionar para guardar postos no lado oeste da base. Um oficial no centro de comando ativou um sistema de armas operado remotamente para atirar nos militantes enquanto eles se dirigiam para a base, mas quando os militantes dispararam contra as câmeras de vigilância, as telas de monitoramento no centro de comando começaram a escurecer.
Um tanque estacionado na base tentou se posicionar para observar a fronteira, mas então uma onda de 65 militantes já havia chegado. Enquanto lutavam contra soldados dentro da base, militantes atiraram em buracos nas paredes da base, ferindo gravemente o subcomandante do 13º Batalhão. Entre 6:48 e 6:56, os militantes trocaram tiros com soldados na base. RPGs foram lançados contra o muro do perímetro e os postos de guarda foram alvo de fogo massivo. Às 7:05, os primeiros militantes entraram na base. Às 7:09, os soldados de vigilância deixaram seus postos para procurarem abrigo  no centro de comando.
Às 7:30, militantes que estavam no lado leste cercaram o local e chegaram à entrada, onde iniciaram uma longa troca de tiros com os três soldados que o guardavam. Eles então entraram e logo destruíram grande parte do posto e dos equipamentos ali contidos. A maioria dos soldados foram pegos de surpresa. Enquanto isso, drones e helicópteros de ataque da Força Aérea Israelense começaram a chegar à base por volta das 7h30 e a sobrevoaram enquanto os pilotos e operadores de drones lutavam para diferenciar entre soldados da IDF e combatentes do Hamas, com o primeiro ataque de drone realizado às 7h50. Durante o resto da batalha, vários ataques aéreos e de artilharia seriam realizados dentro ou perto do posto avançado de Nahal Oz. A base foi o local do maior número de ataques aéreos nas batalhas de 7 de outubro devido à presença de vários soldados comandando-os. No final, 14 ataques de drones e 6 ataques de helicópteros foram realizados dentro da base, e 150 disparos de canhão de helicópteros foram disparados contra a base. Outros 77 ataques de drones, 36 ataques de helicópteros e 10 ataques aéreos de caças foram realizados ao redor, com 1.600 projéteis de artilharia também disparados nas proximidades. Uma equipe de seis soldados da Brigada Golani comandada pelo Major Shilo Har-Even chegou à base em um veículo blindado de transporte de pessoal às 7:41. Às 7:46, Har-Even foi ferido na mão, mas continuou a lutar.
Cinco operadores de balões de vigilância do exército israelense lutaram contra os militantes quando eles chegaram à posição deles e conseguiram matar vários deles antes de serem mortos às 7:49. Na mesma altura, os militantes atacaram um abrigo antiaéreo de betão que continha 31 mulheres soldados que não estavam em serviço no momento. Os militantes jogaram uma granada de fumaça e duas granadas de fragmentação no abrigo. Quatorze soldados, todos feridos em vários graus e quatro deles armados, fugiram do abrigo. Um foi morto enquanto fugia e dois se abrigaram na clínica da base, onde foram mortos mais tarde quando militantes jogaram granadas. Os onze restantes se barricaram dentro de uma sala na qual os militantes tentaram entrar antes de serem dispersos por um ataque de drone. O operador do drone não tinha certeza da identidade dos militantes e realizou o ataque perto deles, fazendo com que fugissem. Os militantes também continuaram tentando invadir o abrigo, enquanto o restante dos soldados permaneceu lá dentro. Uma das soldadas armadas que permaneceram no abrigo, a Capitã Eden Nimri, posicionou-se em uma das duas entradas do abrigo. Ela abriu fogo contra o primeiro militante que entrou, mas outros o seguiram e Nimri foi morto após ficar sem munição. Outro soldado armado, o sargento Shai Biton, também conseguiu matar uma militante antes que ela também fosse morta.
Soldados do 890º Batalhão da Brigada de Paraquedistas, que lutavam em Be'eri e Kfar Aza, dirigiram-se à base após serem contatados para o envio de reforços. Eles foram acompanhados por outros paraquedistas, vários oficiais da Brigada Golani e membros da unidade antiterrorismo Yamam da Polícia de Israel. Os reforços chegaram à base às 13:36 e começou a atacar os militantes. Às 5:00, a base estava completamente limpa.